# Seoštica
Seoštica (cyr. Сеоштица) – wieś w Czarnogórze, w gminie Podgorica. W 2011 roku liczyła 8 mieszkańców.